# Kumatori
Kumatori (japanska: 熊取町?, Kumatori-chō) är en landskommun (köping) i Osaka prefektur i Japan. 